# Bitka pri Kreti
Bitka pri Kreti je bila vojaški spopad med Bizantinskim in Bolgarskim cesarstvom leta 1009 pri vasi Kreta vzhodno od Soluna.  
Po bizantinski zasedbi  bolgarske prestolnice Preslav  leta 971  sta se cesarstvi vojskovali brez prestanka. Od leta  976 se je bolgarski plemič in kasnejši car Samuel uspešno vojskoval z Bizantinci, po letu 1000 pa so se Bizantinci opomogli od težkih izgub in vojna sreča se je prevesila na njihovo  stran. Cesar Bazilij II. se je vsako leto odpravil na premišljen vojni pohod in osvojil več mest. Leta 1009 sta se bizantinska in bolgarska vojska spopadli vzhodno od Soluna. O bitki sami je znano samo to, da so zmagali Bizantinci.  Pet let kasneje so Bizantinci odločilno premagali Bolgare v bitki na Belasici. Do leta 1018 je Bazilij II. osvojil celo Bolgarijo.